# Solrosparken
Solrosparken är en park belägen mellan Nyvången och Tynavägen på Vallås i Halmstad. 

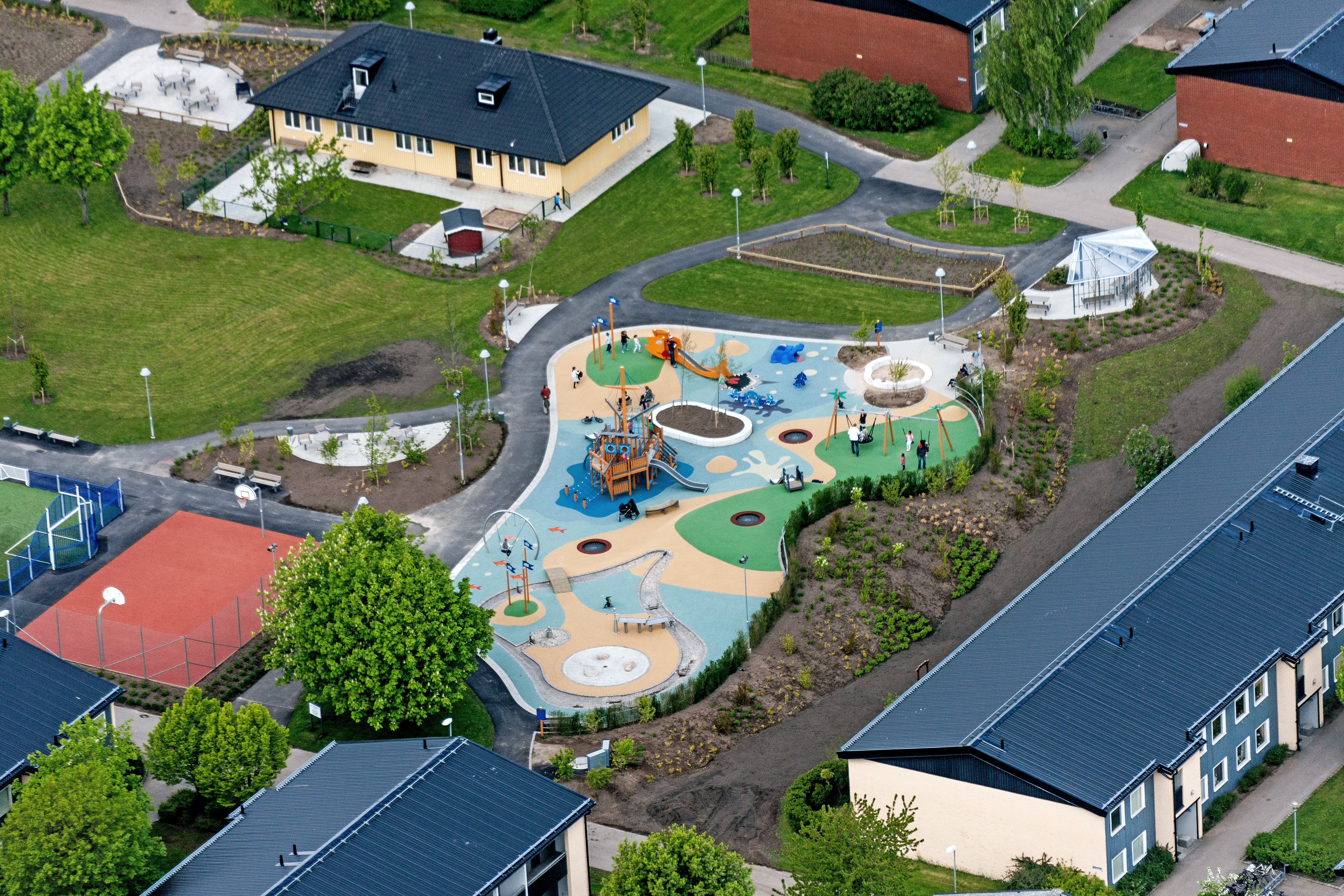
Solrosparken

## Historia
Parken anlades av HFAB under 2015. Namnet kommer från en omröstning bland de boende i området .

## Parken
Parken kombinerar lek, träning och gröna ytor. I parken finns en stor central lekplats, ett utomhusgym, grillplatser och grönytor med sittplatser.